# Protozantaena ankaratra
Protozantaena ankaratra är en skalbaggsart som beskrevs av Perkins 2009. Protozantaena ankaratra ingår i släktet Protozantaena och familjen vattenbrynsbaggar. Inga underarter finns listade i Catalogue of Life.